# Antonio Salandra

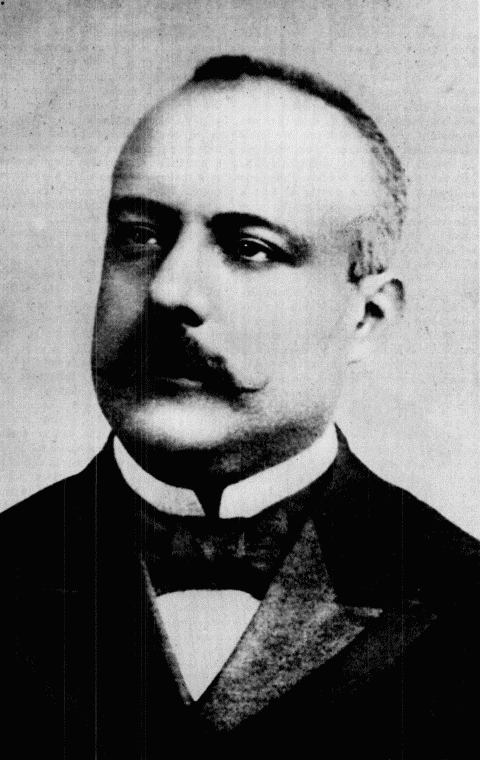
Antonio Salandra

Antonio Salandra (Troia, provincie Foggia, 13 augustus 1853 – Rome, 9 december 1931) was een Italiaans politicus. Hij werd in 1914 minister-president van Italië. Antonio Salandra was een uit Apulië afkomstige advocaat en later professor voor bestuurswetenschappen. Sinds 1866 was hij afgevaardigde in het parlement namens de conservatief-liberalen.

## Levensloop
Na het ontslag van Giovanni Giolitti werd Antonio Salandra de nieuwe premier van Italië als keuze van Giolitti zelf. Toch had hij een  andere mening over deelname van Italië in de Eerste Wereldoorlog: Giolitti was voor neutraliteit en Salandra en minister van Buitenlandse Zaken Sidney Sonnino waren voor een deelname aan de zijde van de geallieerden. Salandra verwachtte dat de Italiaanse toetreding tot de geallieerden de oorlog sneller zou doen eindigen, maar het eerste jaar van Italië in de Eerste Wereldoorlog (1915) kende eigenlijk weinig succes. Nadat Italië bij een offensief in Trente tegen Oostenrijk een zware nederlaag leed, werd Salandra verplicht om in de lente van 1916 af te treden.
Na de Eerste Wereldoorlog schoof Salandra in de Italiaanse politiek verder op naar rechts en ondersteunde in 1922 de machtsgreep van Benito Mussolini. In 1931 overleed hij.